# 대구안일초등학교
대구안일초등학교는 대한민국 대구광역시 동구에 있는 초등학교다.

## 연혁
- 1977-07-31 경산군 안심서부국민학교로 인가
- 1979-06-10 반야월국민학교에서 981명 인수 개교
- 1981-11-30 대구안일국민학교로 교명 변경(대구시 편입)
- 1996-07-01 대구안일초등학교로 교명 변경
- 2006-01-01 교육특구 지역학교(교육감)지정
- 2007-06-01 교육투자우선지역지원사업 학교로 선정
- 2009-03-01 교과부요청대구광역시디지털교과서연구학교 지정(2년간)
- 2010-11-01 학습부진 책임지도 우수학교 우수상 수상
- 2010-11-04 강당 『안일 꿈샘터』 개관식
- 2010-12-22 학교특색 경영 공모제 장려상 수상
- 2010-12-24 학교평가 최우수상 수상
- 2011-03-01 제13대 박순옥 교장 선생님 부임
- 2011-03-19 대구광역시 소년체육대회 3위(여초부 정구)
- 2011-07-08 제7회 합주·합창 경연대회 국악부문 최우수상
- 2011-11-11 수준별 맞춤형 방과후학교 최우수상 수상
- 2011-12-02 기초학력 책임지도 우수상 수상
- 2011-12-09 2011년도 진로교육 실천사례 연구발표대회 대구광역시예선대회 1등급(학교경영분과)
- 2011-12-10 안일꿈동산 개원
- 2011-12-13 교육과학기술부 주최 전국 100대 교육과정 최우수상 수상
- 2011-12-27 동부 3운동 예절, 친절 교육실천 우수상 수상
- 2011-12-27 2011 교육활동 유공 초등학교 표창
- 2012-01-02 놀이터 시설 교체
- 2012-02-06 담장 공사
- 2012-02-16 제32회 졸업(102명, 총 졸업생 수 6,843명)
- 2012-03-01 방과후학교 중점학교 운영, 글로벌 다문화 거점학교 운영
- 2012-03-01 23학급 편성(특수학급 1개반 포함)
- 2012-05-21 대한민국 좋은학교 박람회 참가
- 2012-07-17 박근혜대통령 교육정책 발표학교
- 2012-08-30 화장실 현대화 공사
- 2012-11-30 교육복지우선지원사업 평가 우수학교 표창(교육감)
- 2012-11-30 대한민국 좋은학교 박람회 참가학교 표창(교육과학기술부 장관)
- 2012-12-21 주제가 있는 학교특색경영 우수학교
- 2013-02-01 안일갤러리 개관, 안일상담실 리모델링 완비
- 2013-02-13 기초학력우수학교 표창(교육과정평가원장)
- 2013-02-15 제33회 졸업(103명, 총6946명)
- 2013-03-01 21학급 편성(특수학급 1학급 포함), 다문화교육 글로벌 선도학교(거점형)지정
- 2013-07-15 대구광역시교육청 창의․인성 수업실천학교 선정
- 2013-07-31 대한민국 어린이국회연구회 의견제안서 채택 국회사무총장상 수상
- 2013-09-26 제18회 대구광역시 시장기 정구대회 남자 초등부 우승
- 2013-11-02 제27회 대구여자정구연맹회장배 정구대회 남자 초등부 우승
- 2013-12-04 주제가 있는 학교특색경영공모 최우수상
- 2013-12-09 대구 동부 학생동아리 꿈한마당 발표회 우수학교(국악부) 표창
- 2013-12-30 교육복지우선지원사업학교 우수학교 표창(교육감)
- 2013-12-30 교육복지우선지원사업 평가 우수학교 표창(교육감)
- 2014-02-11 학교 담장 및 교문 신축 준공
- 2014-02-14 제34회 졸업(98명, 총7,044명)
- 2014-02-14 학력향상형 창의경영학교 우수학교 표창(교육부 장관)
- 2014-03-01 27학급 편성(특수학급 1학급 포함)
- 2014-04-03 협력학습 실천학교 선정
- 2014-09-01 제14대 조영수 교장선생님 부임